# داني هنريكس
داني هنريكس (بالهولندية: Danny Henriques)‏ هو لاعب كرة قدم هولندي، ولد في 29 يوليو 1997 في روتردام في هولندا. لعب مع نادي إكسلسيور.

## وصلات خارجية
- داني هنريكس على موقع قاعدة بيانات كرة القدم.إي يو (الإنجليزية)
- داني هنريكس على موقع Soccerway.com (الإنجليزية)
- داني هنريكس على موقع عالم كرة القدم.نت (الإنجليزية)